# Капп, Купер
Купер Дуглас Капп (англ. Cooper Douglas Kupp; 15 июня 1993, Якима, Вашингтон) — профессиональный американский футболист, принимающий клуба НФЛ «Лос-Анджелес Рэмс». Победитель и самый ценный игрок Супербоула LVI. Лучший игрок нападения НФЛ и участник Пробоула по итогам сезона 2021 года. 
На студенческом уровне выступал за команду Восточно-Вашингтонского университета, один из лучших игроков в её истории. Лучший игрок нападения дивизиона FCS по итогам сезона 2015 года. На драфте НФЛ 2017 года был выбран в третьем раунде.

## Биография
Купер Капп родился 15 июня 1993 года в Якиме в штате Вашингтон. Старший из двух сыновей. Его отец Крейг Капп был профессиональным футболистом, играл в НФЛ в составе «Финикс Кардиналс». Дед Джейк Капп в начале 1970-х годов был линейным нападения «Нью-Орлеан Сэйнтс», он избран в Зал славы клуба.
В 2012 году Капп окончил старшую школу имени Ангуса Дэвиса в Якиме. В составе школьной команды он играл на позициях принимающего и ди-бэка. В выпускной год он установил рекорд школы, сделав за сезон 22 тачдауна, его включили в состав сборной звёзд лиги. Капп вошёл в рейтинг ста лучших молодых игроков штата по версии газеты Seattle Times. Три сезона он провёл в составе баскетбольной команды, выиграв с ней чемпионат штата.

### Любительская карьера
После окончания школы Капп поступил в Восточно-Вашингтонский университет. Сезон 2012 года он провёл в статусе освобождённого игрока, тренируясь с командой, но не участвуя в матчах. В футбольном турнире дивизиона FCS он дебютировал в 2013 году, сыграв в пятнадцати матчах. Капп стал одним из самых результативных новичков сезона. Он побил шесть рекордов дивизиона, делал не менее одного тачдауна в четырнадцати играх подряд. Всего в первый год выступлений он набрал 1 691 ярд и сделал 21 тачдаун. Капп стал обладателем Джерри Райс Эворд, вручаемой лучшему новичку FCS, был признан принимающим года и вошёл в сборную звёзд сезона по девяти разным версиям.
В 2014 году Капп сделал 16 тачдаунов и набрал 1 431 ярд. Он побил рекорд университета по количеству приёмов за сезон, претендовал на приз Уолтера Пейтона лучшему игроку нападения в FCS, вошёл в сборную звёзд турнира по шести версиям. Летом 2015 года Капп женился на Анне Кроскри. В третьем сезоне в карьере он улучшил своё же достижение, сделав 114 приёмов на 1 642 ярда с 19 тачдаунами. Капп стал лучшим в FCS в пяти статистических категориях, получил награду лучшему игроку нападения конференции Биг Скай и Уолтер Пейтон Эворд. Сезон 2016 года Капп завершил со 117 приёмами на 1 700 ярдов. Суммарно с учётом выноса и возвратов он набрал 2 047 ярдов. Второй раз подряд его признали игроком года в нападении в конференции. Университет он окончил с дипломом в области экономики.

#### Статистика выступлений в NCAA
| Сезон | Команда               | Игры | Приём | Приём | Приём | Приём | Вынос | Вынос | Вынос | Вынос |
| Сезон | Команда               | Игры | Rec   | Yds   | Y/A   | TD    | Att   | Yds   | Y/A   | TD    |
| ----- | --------------------- | ---- | ----- | ----- | ----- | ----- | ----- | ----- | ----- | ----- |
| 2013  | Истерн Вашингтон Иглз | 15   | 93    | 1 691 | 18,2  | 21    | 1     | 13    | 13,0  | 0     |
| 2014  | Истерн Вашингтон Иглз | 13   | 104   | 1 431 | 13,8  | 16    | 1     | 10    | 10,0  | 0     |
| 2015  | Истерн Вашингтон Иглз | 11   | 114   | 1 642 | 14,4  | 19    | 1     | 2     | 2,0   | 0     |
| 2016  | Истерн Вашингтон Иглз | 13   | 117   | 1 700 | 14,5  | 17    | 14    | 33    | 2,4   | 1     |
| Всего | Всего                 | 52   | 428   | 6 464 | 15,1  | 73    | 17    | 58    | 3,4   | 1     |

### Профессиональная карьера
Перед драфтом НФЛ 2017 года аналитик сайта лиги Лэнс Зирлейн выделял Каппа как самого продуктивного принимающего в истории FCS, за четыре года карьеры установившего рекорды по количеству приёмов, набранных ярдов и тачдаунов. Сильными сторонами игрока он называл силу и технику рук, уверенность в себе, навыки игры по мячу, умение вести контактную борьбу с защитниками и манипулировать ими с помощью обманных движений. К минусам он относил некоторую прямолинейность в работе на маршрутах и недостаток маневренности для создания отрыва от защитника. Зирлейн отмечал, что в колледже Капп в основном играл из позиции слот-ресивера, но может перейти на край поля.
На драфте Капп был выбран «Рэмс» в третьем раунде под общим 69 номером. В июне он подписал с клубом четырёхлетний контракт на общую сумму 3,8 млн долларов. В дебютном сезоне в НФЛ он сыграл в пятнадцати матчах регулярного чемпионата, набрав 869 ярдов с пятью тачдаунами. Капп стал самым загруженным ресивером клуба, по числу приёмов опередив более опытных партнёров Сэмми Уоткинса и Роберта Вудса. По оценкам сайта Pro Football Focus он стал лучшим среди принимающих-новичков, получив 80,9 баллов. В 2018 году роль Каппа в нападении команды выросла. Он стал лидером Рэмс по числу ярдов, набранных после приёма, и тачдаунов, несмотря на то, что сыграл только восемь матчей. В игре десятой недели против «Сиэтла» он получил разрыв крестообразной связки колена. После травмы принимающего оценка квотербека Джареда Гоффа снизилась с 92,0 до 65,3 баллов. Без Каппа «Рэмс» вышли в Супербоул LIII, где проиграли «Нью-Ингленд Пэтриотс». В последующее межсезонье он занял шестое место в рейтинге лучших слот-ресиверов лиги, составленном аналитиком NFL Network Синтией Фрелунд.
Восстановившись после травмы, в 2019 году Капп сыграл в шестнадцати матчах регулярного чемпионата, установив личные рекорды по числу приёмов, набранных ярдов и тачдаунов. Вместе с Робертом Вудсом они составили один из самых эффективных тандемов ресиверов в лиге: каждый из них набрал более 1 100 ярдов. Их результативная игра не помогла «Рэмс», которые через год после участия в Супербоуле не смогли выйти в плей-офф. В сентябре 2020 года Капп продлил контракт с клубом ещё на три года, сумма нового соглашения составила 48 млн долларов. По итогам регулярного чемпионата он стал самым продуктивным принимающим команды, набрав 974 ярда с тремя тачдаунами.
В сентябре 2021 года Капп в трёх матчах набрал 367 ярдов с пятью тачдаунами и по итогам месяца впервые в карьере был признан лучшим игроком нападения НФК. В регулярном чемпионате он сыграл семнадцать матчей, став лучшим в лиге по количеству приёмов, набранных ярдов и тачдаунов. Его 145 приёмов и 1947 ярдов также стали новыми клубными рекордами «Рэмс». По итогам сезона Капп был назван Игроком года в нападении по версии Associated Press. Он стал четвёртым в истории клуба обладателем этой награды. По итогам голосования он вошёл в число участников Пробоула, а также был включён в состав сборной звёзд Олл-про. С учётом матчей плей-офф Капп набрал свыше 2000 ярдов, став первым в истории «Рэмс» игроком, достигшим такого результата. В победном для команды Супербоуле LVI он сделал восемь приёмов на 92 ярда и занёс два тачдауна, в том числе победный за 1 минуту 25 секунд до конца четвёртой четверти. Его признали самым ценным игроком Супербоула, Капп стал восьмым принимающим, удостоенным этой награды.

#### Статистика выступлений в НФЛ

##### Регулярный чемпионат
| Сезон | Команда           | Игры | Приём | Приём | Приём | Приём | Вынос | Вынос | Вынос | Вынос |
| Сезон | Команда           | Игры | Rec   | Yds   | Y/A   | TD    | Att   | Yds   | Y/A   | TD    |
| ----- | ----------------- | ---- | ----- | ----- | ----- | ----- | ----- | ----- | ----- | ----- |
| 2017  | Лос-Анджелес Рэмс | 15   | 62    | 869   | 14,0  | 5     | 0     | 0     | 0,0   | 0     |
| 2018  | Лос-Анджелес Рэмс | 8    | 40    | 566   | 14,2  | 6     | 4     | 25    | 6,3   | 0     |
| 2019  | Лос-Анджелес Рэмс | 16   | 94    | 1161  | 12,4  | 10    | 2     | 4     | 2,0   | 0     |
| 2020  | Лос-Анджелес Рэмс | 15   | 92    | 974   | 10,6  | 3     | 4     | 33    | 8,3   | 0     |
| 2021  | Лос-Анджелес Рэмс | 17   | 145   | 1947  | 13,4  | 16    | 4     | 18    | 4,5   | 0     |
| Всего | Всего             | 71   | 433   | 5517  | 12,7  | 40    | 14    | 80    | 5,7   | 0     |

##### Плей-офф
| Сезон | Команда           | Игры | Приём | Приём | Приём | Приём | Вынос | Вынос | Вынос | Вынос |
| Сезон | Команда           | Игры | Rec   | Yds   | Y/A   | TD    | Att   | Yds   | Y/A   | TD    |
| ----- | ----------------- | ---- | ----- | ----- | ----- | ----- | ----- | ----- | ----- | ----- |
| 2017  | Лос-Анджелес Рэмс | 1    | 8     | 69    | 8,6   | 1     | 0     | 0     | 0,0   | 0     |
| 2020  | Лос-Анджелес Рэмс | 1    | 4     | 78    | 19,5  | 0     | 0     | 0     | 0,0   | 0     |
| 2021  | Лос-Анджелес Рэмс | 4    | 33    | 478   | 14,5  | 6     | 2     | 5     | 2,5   | 0     |
| Всего | Всего             | 6    | 45    | 625   | 13,9  | 7     | 2     | 5     | 2,5   | 0     |